# Discocyrtus terezopolis
Discocyrtus terezopolis is een hooiwagen uit de familie Gonyleptidae.